# Special Olympics Korea

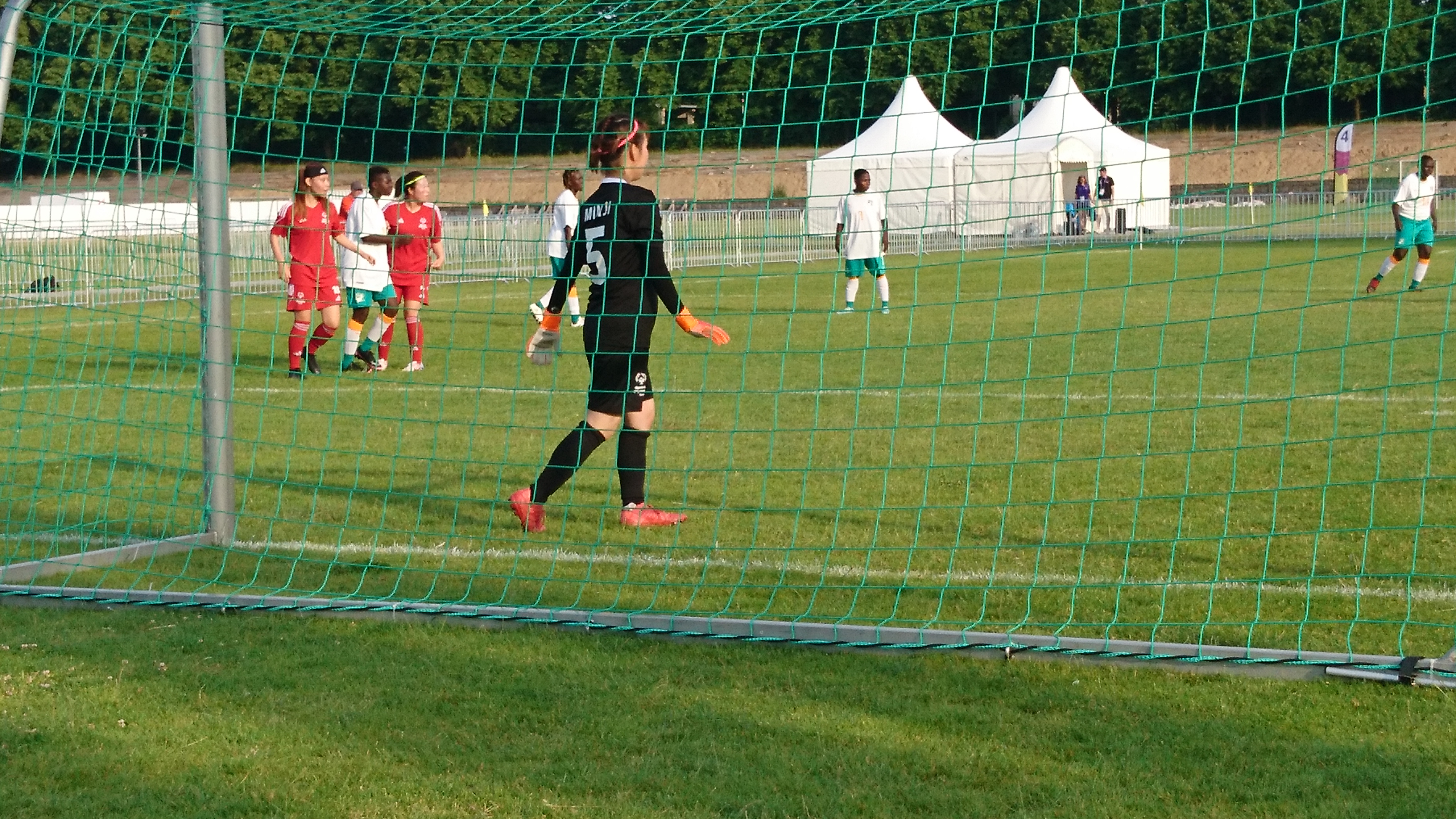
Fußballspiel der Damen, Special Olympics World Summer Games 2023, Korea und Elfenbeinküste

Special Olympics Korea (koreanisch 스페셜올림픽코리아) ist der südkoreanische Verband von Special Olympics International mit Sitz in Seoul. Ziel des Verbandes ist es, das ganze Jahr über Kindern und Erwachsenen mit geistiger Beeinträchtigung und Mehrfachbeeinträchtigung Sport anzubieten, damit sie körperlich fit sind, ihren Mut zeigen können und Freundschaften zu anderen Athleten und Mitgliedern ihrer Gemeinden knüpfen können. So leistet Special Olympics Korea einen Beitrag zur Inklusion. Außerdem betreut der Verband die südkoreanischen Athletinnen und Athleten bei den internationalen Special Olympics Wettbewerben.

## Geschichte
Special Olympics Korea wurde 1985 gegründet.
2013 organisierte der Verband die Special Olympics World Winter Games in Pyeongchang. Zu den Spielen lud Special Olympics Korea zusätzlich sieben andere asiatisch-pazifische Verbände mit finanzieller Unterstützung ein, die zum ersten Mal an Special Olympics World Winter Games teilnahmen: Special Olympics Mongolei, Papua-Neuguinea, Thailand, Vietnam, Pakistan, Kambodscha und Nepal. Außerdem nahm die damalige Verbandspräsidentin Na Kyung-won die Weltspiele zum Anlass, parallel dazu einen globalen Entwicklungsgipfel zu Menschenrechts- und Grundsatzfragen in Bezug auf Menschen mit geistiger Beeinträchtigung abzuhalten, an dem unter anderen Aung San Suu Kyi aus Myanmar teilnahm.

## Aktivitäten
Im Jahr 2015 hatte der Verband 18218 Athletinnen und Athleten sowie 853 Trainer. Special Olympics Korea bietet folgende Sportarten an: Alpinski, Badminton, Basketball, Boccia, Bowling, Eiskunstlauf, Eisschnelllauf, Floor Hockey, Floorball, Fußball, Golf, Kraftdreikampf, Leichtathletik, Radsport, Reiten, Roller Skating, Schneeschuhlaufen, Schwimmen, Skilanglauf, Snowboarding, Tischtennis, Tennis und Volleyball. Der Verband nimmt an mehreren Programmen teil, die von Special Olympics International ins Leben gerufen wurden, nämlich an Family Support Network, Healthy Athletes, Athlete Leadership, Youth Activitiy und Motor Activities Training Program.

### Teilnahme an vergangenen Weltspielen

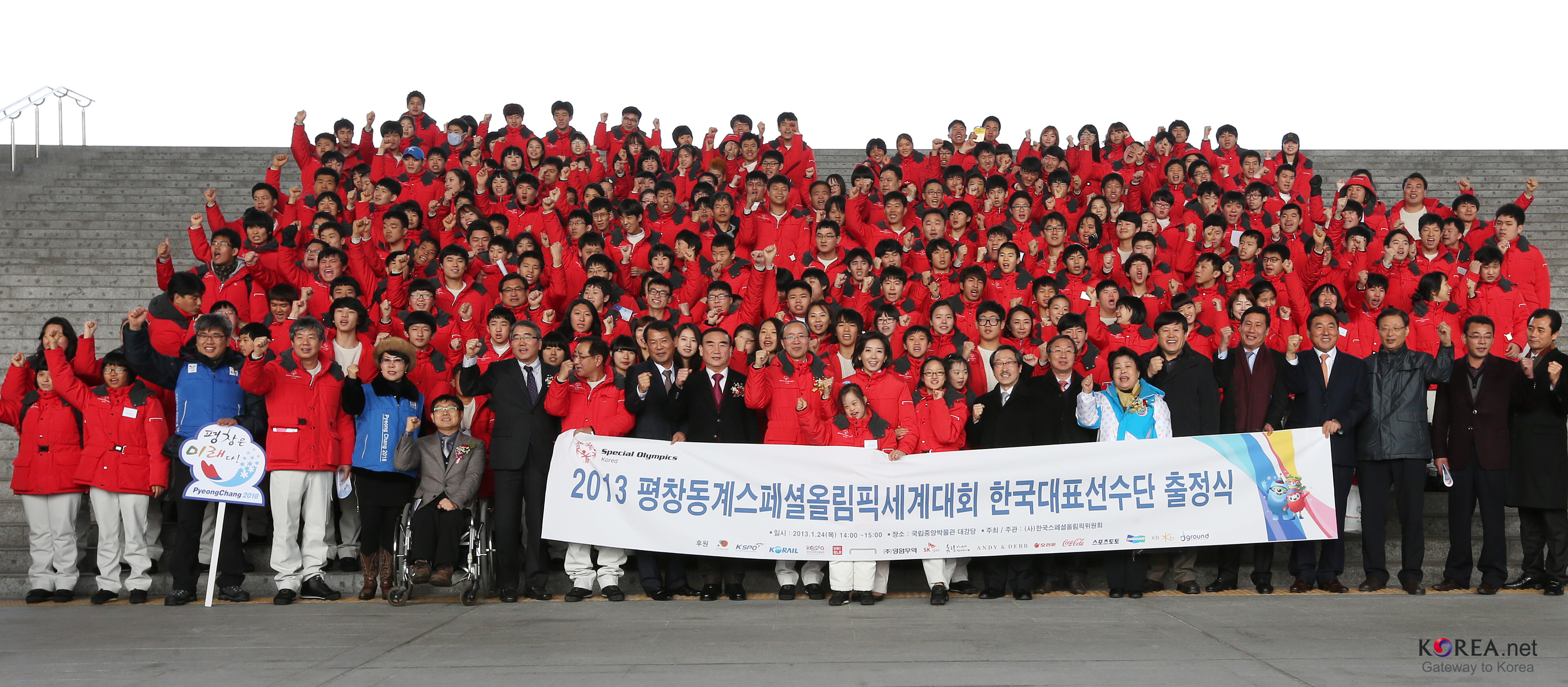
Team Korea bei den Winterspielen 2013 in Pyeongchang

- 1999 Special Olympics World Summer Games, Raleigh/Durham/Chapel Hill, USA
- 2003 Special Olympics World Summer Games, Dublin, Irland
- 2005 Special Olympics World Winter Games, Nagano, Japan
- 2009 Special Olympics World Winter Games, Boise, USA
- 2011 Special Olympics World Summer Games, Athen, Griechenland
- 2013 Special Olympics World Winter Games, PyeongChang, Südkorea (169 Athletinnen und Athleten)[3]
- 2015 Special Olympics World Summer Games, Los Angeles, USA (94 Athletinnen und Athleten)[4]
- 2017 Special Olympics World Winter Games, Graz-Schladming-Ramsau, Österreich
- 2019 Special Olympics, World Summer Games, Abu Dhabi (106 Athletinnen und Athleten)[5]
- 2025 Special Olympics World Winter Games, Turin, Italien (41 Athletinnen und Athleten)[6]

### Teilnahme an den Special Olympics World Summer Games 2023 in Berlin
Der Verband Special Olympics Korea nahm an den Special Olympics World Summer Games 2023 in Berlin teil. Die Delegation wurde vor den Spielen im Rahmen des Host Town Programs von Düsseldorf betreut. Das Komitee von Special Olympics Korea wählte im Dezember 153 Athletinnen und Athleten aus, die Korea bei den Weltspielen repräsentieren sollten. Das Team gewann bei diesen Weltspielen 25 Gold-, 22 Silber- und 17 Bronzemedaillen.